# تپه کاشنبه بالا
تپه کاشنبهٔ بالا مربوط به مس وسنگ - دوره اشکانیان است و در شهرستان کرمانشاه، بخش ماهیدشت، دهستان چغانرگس، شمال شرق روستای کاشنبهٔ بالا واقع شده و این اثر در تاریخ ۷ اسفند ۱۳۸۶ با شمارهٔ ثبت ۲۱۷۲۰ به‌عنوان یکی از آثار ملی ایران به ثبت رسیده است.